# Liga Colombiana de Baloncesto 2014-II
La Liga Colombiana de Baloncesto 2014-II (oficialmente y por motivos de patrocinio Liga Directv de Baloncesto) fue el torneo clausura de la temporada 2014 del Baloncesto Profesional Colombiano, máxima categoría del baloncesto en Colombia. Fue organizado por la División Profesional de Baloncesto (DPB), entidad dependiente de la Federación Colombiana de Baloncesto.
El Campeonato fue cancelado en las semifinales debido a la intervención de la justicia ordinaria colombiana, sin embargo se reanudaría tras una visita del secretario general de FIBA Américas, el doctor Alberto García quien dio su respaldo a la Liga Colombiana de Baloncesto para reanudar la competición y definir al campeón, además de la marginación del club Cimarrones del Chocó para participar en competencias organizadas por la FIBA Américas. El campeón obtendría cupo para disputar la Liga Sudamericana de Clubes 2015, En caso de ser campeón Barrancabermeja CF el cupo se le otorgará al subcampeón, debido a que este ya se encuentra clasificado a Liga de las Américas 2015.

## Novedades
Como principales novedades está el aumento de 3 a 4 en el número de extranjeros que pueden jugar en un equipo de los 20 jugadores que pueden inscribir. El Club Tayronas de Santa Marta debuta en la Liga de Baloncesto en reemplazo de Halcones de Cúcuta pues su sede para los juegos se encuentra en remodelación, también se ausentará Bambuqueros de Neiva por una sanción impuesta por la FIBA. En reemplazo se ha invitado al equipo Patriotas a la espera de confirmar su participación si la gobernación le brinda el apoyo al club, además Caribbean Heat jugará esta temporada en San Andrés con juegos ocasionales de local en Bucaramanga y el equipo más galardonado del baloncesto nacional; Búcaros de Santander, se traslada a la ciudad de Barrancabermeja por falta de apoyo en la capital del departamento cambiando su nombre por Barrancabermeja Ciudad Futuro o Barrancabermeja C.F. Sin embargo para la definición del torneo en marzo del 2015 regresa a su natal Bucaramanga con su nombre tradicional.

## Sistema de juego
El torneo es disputado por doce equipos en la primera fase dividida en dos grupos de seis equipos que disputaron 20 jornadas y clasificando los 8 equipos que más puntaje tengan entre los dos grupos.
La primera fase de jugarán a doble vuelta, es decir cada equipo será visitante y local dos veces seguidas contra un mismo rival. Esta fase iniciará el 1 de agosto hasta el 4 de octubre, la segunda fase de play offs se disputará de la siguiente manera del 10 al 18 de octubre:

1° del Grupo 1 vs. 4° del Grupo 2
2° del Grupo 1 vs. 3° del Grupo 2
1° del Grupo 2 vs. 4° del Grupo 1
2° del Grupo 2 vs. 3° del Grupo 1

Los ganadores de estas llaves accederán a la semifinal disputada del 24 de octubre al 1 de noviembre. Finalmente los dos mejores jugarán la final a partir del 7 de noviembre y finalizará máximo el 22 de noviembre del 2014.

## Datos de clubes
| Equipo                 | Ciudad          | Departamento             | Pabellón                          | Aforo |
| ---------------------- | --------------- | ------------------------ | --------------------------------- | ----- |
| Academia de la Montaña | Medellín        | Antioquia                | Coliseo Universidad de Medellín   | 6.000 |
| Águilas                | Tunja           | Boyacá                   | Coliseo Cubierto San Antonio      | 6.000 |
| Barrancabermeja C.F.   | Barrancabermeja | Santander                | Coliseo Luis Fernando Castellanos | 7.000 |
| Cafeteros              | Armenia         | Quindío                  | Coliseo del Café                  | 9.000 |
| Caribbean Heat         | San Andrés      | San Andrés y Providencia | Coliseo Ginny Bay                 | 3.000 |
| Cimarrones             | Quibdó          | Chocó                    | Coliseo La Caldera                | 4.000 |
| Cóndores               | Chía            | Cundinamarca             | Coliseo de La Luna                |       |
| Guerreros              | Bogotá          | Bogotá, D. C.            | Coliseo El Salitre                | 7.000 |
| Manizales Once Caldas  | Manizales       | Caldas                   | Coliseo Jorge Arango Uribe        | 5.000 |
| Patriotas              | Tunja           | Boyacá                   | Coliseo Municipal de Tunja        |       |
| Piratas                | Bogotá          | Bogotá, D. C.            | Coliseo El Salitre                | 7.000 |
| Tayronas               | Santa Marta     | Magdalena                | Coliseo Edgardo Vives             |       |

## Primera fase
Los equipos divididos en dos grupos disputaron 20 jornadas para definir los clasificados a cuartos de final.
|  | Clasificados a Segunda fase. |
|  | Eliminados.                  |

### Grupo 1
| Pos | Equipos              | Pts | PJ | G  | P  | FAV  | CON  | Dif  |
| --- | -------------------- | --- | -- | -- | -- | ---- | ---- | ---- |
| 1.  | Barrancabermeja C.F. | 35  | 20 | 15 | 5  | 1682 | 1535 | 147  |
| 2.  | Águilas              | 32  | 20 | 12 | 8  | 1648 | 1576 | 72   |
| 3.  | Guerreros            | 31  | 20 | 11 | 9  | 1725 | 1642 | 83   |
| 4.  | Piratas Bogotá       | 30  | 20 | 10 | 10 | 1647 | 1649 | -2   |
| 5.  | Tayronas             | 28  | 20 | 8  | 12 | 1777 | 1869 | -92  |
| 6.  | Cóndores             | 24  | 20 | 4  | 16 | 1521 | 1729 | -208 |

A continuación las 20 jornadas que disputarán los equipos en la primera fase.
| Piratas         | 92: 94 | Águilas   | El Salitre             | 1 de agosto | 20:00 |
| Cóndores        | 91: 83 | Guerreros | Municipal de Tocancipá | 1 de agosto | 20:00 |
| Barrancabermeja | 87: 95 | Tayronas  | Vicente Díaz Romero    | 1 de agosto | 20:00 |

| Piratas         | 84: 74 | Águilas   | El Salitre             | 2 de agosto | 20:00 |
| Cóndores        | 71: 84 | Guerreros | Municipal de Tocancipá | 2 de agosto | 20:00 |
| Barrancabermeja | 89: 67 | Tayronas  | Vicente Díaz Romero    | 2 de agosto | 20:00 |

| Barrancabermeja | 83: 70 | Piratas  | Luis Fernando Castellanos | 8 de agosto  | 20:00 |
| Tayronas        | 88: 71 | Cóndores | Edgardo Vives             | 8 de agosto  | 20:00 |
| Guerreros       | 96: 77 | Águilas  | El Salitre                | 10 de agosto | 17:00 |

| Barrancabermeja | 81: 71 | Piratas  | Luis Fernando Castellanos | 9 de agosto  | 20:00 |
| Tayronas        | 88: 91 | Cóndores | Edgardo Vives             | 9 de agosto  | 20:00 |
| Guerreros       | 70: 76 | Águilas  | El Salitre                | 11 de agosto | 20:00 |

| Águilas   | 65: 76 | Barrancabermeja | San Antonio            | 15 de agosto | 20:00 |
| Guerreros | 93: 98 | Tayronas        | El Salitre             | 15 de agosto | 20:00 |
| Cóndores  | 75: 85 | Piratas         | Municipal de Tocancipá | 15 de agosto | 20:00 |

| Águilas   | 69: 68 | Barrancabermeja | San Antonio            | 16 de agosto | 20:00 |
| Guerreros | 97: 83 | Tayronas        | El Salitre             | 16 de agosto | 20:00 |
| Cóndores  | 66: 76 | Piratas         | Municipal de Tocancipá | 16 de agosto | 20:00 |

| Barrancabermeja | 100: 84 | Guerreros | Luis Fernando Castellanos | 19 de agosto | 22:00 |
| Cóndores        | 65: 76  | Águilas   | Municipal de Tocancipá    | 22 de agosto | 20:00 |
| Piratas         | 89: 106 | Tayronas  | El Salitre                | 23 de agosto | 20:00 |

| Barrancabermeja | 70: 80 | Guerreros | Luis Fernando Castellanos | 20 de agosto | 20:00 |
| Cóndores        | 80: 83 | Águilas   | Municipal de Tocancipá    | 23 de agosto | 20:00 |
| Piratas         | 77: 82 | Tayronas  | El Salitre                | 24 de agosto | 18:00 |

| Tayronas        | 95: 88  | Águilas   | Edgardo Vives             | 29 de agosto | 20:00 |
| Piratas         | 76: 73  | Guerreros | El Salitre                | 29 de agosto | 20:00 |
| Barrancabermeja | 103: 63 | Cóndores  | Luis Fernando Castellanos | 29 de agosto | 20:00 |

| Tayronas        | 86: 83 | Águilas   | Edgardo Vives             | 30 de agosto | 20:00 |
| Piratas         | 86: 81 | Guerreros | El Salitre                | 30 de agosto | 20:00 |
| Barrancabermeja | 83: 66 | Cóndores  | Luis Fernando Castellanos | 30 de agosto | 20:00 |

| Águilas   | 87: 70  | Piratas         | San Antonio   | 2 de septiembre  | 20:00 |
| Tayronas  | 94: 101 | Barrancabermeja | Edgardo Vives | 6 de septiembre  | 20:00 |
| Guerreros | 94: 81  | Cóndores        | El Salitre    | 30 de septiembre | 18:00 |

| Águilas   | 66: 65  | Piratas         | San Antonio   | 3 de septiembre | 20:00 |
| Tayronas  | 93: 88  | Barrancabermeja | Edgardo Vives | 7 de septiembre | 17:00 |
| Guerreros | 103: 62 | Cóndores        | El Salitre    | 1 de octubre    | 20:00 |

| Cóndores | 99: 87 | Tayronas        | Municipal de Tocancipá | 9 de septiembre  | 20:00 |
| Piratas  | 85: 79 | Barrancabermeja | El Salitre             | 12 de septiembre | 20:00 |
| Águilas  | 93: 78 | Guerreros       | San Antonio            | 12 de septiembre | 20:00 |

| Cóndores | 97: 95 | Tayronas        | Municipal de Tocancipá | 10 de septiembre | 20:00 |
| Piratas  | 91: 99 | Barrancabermeja | El Salitre             | 13 de septiembre | 20:00 |
| Águilas  | 66: 72 | Guerreros       | San Antonio            | 13 de septiembre | 20:00 |

| Barrancabermeja | 75: 72 | Águilas   | Luis Fernando Castellanos | 16 de septiembre | 20:00 |
| Tayronas        | 81: 87 | Guerreros | Edgardo Vives             | 16 de septiembre | 20:00 |
| Piratas         | 96: 87 | Cóndores  | El Salitre                | 16 de septiembre | 20:00 |

| Barrancabermeja | 66: 60  | Águilas   | Luis Fernando Castellanos | 17 de septiembre | 20:00 |
| Tayronas        | 79: 102 | Guerreros | Edgardo Vives             | 17 de septiembre | 20:00 |
| Piratas         | 77: 72  | Cóndores  | El Salitre                | 17 de septiembre | 20:00 |

| Guerreros | 98: 102 | Barrancabermeja | El Salitre    | 23 de septiembre | 20:00 |
| Tayronas  | 77: 89  | Piratas         | Edgardo Vives | 26 de septiembre | 20:00 |
| Águilas   | 103: 90 | Cóndores        | San Antonio   | 26 de septiembre | 20:00 |

| Guerreros | 86: 93   | Barrancabermeja | El Salitre    | 24 de septiembre | 20:00 |
| Tayronas  | 106: 111 | Piratas         | Edgardo Vives | 27 de septiembre | 20:00 |
| Águilas   | 86: 71   | Cóndores        | San Antonio   | 27 de septiembre | 20:00 |

| Águilas   | 125: 82 | Tayronas        | San Antonio            | 3 de octubre | 20:00 |
| Guerreros | 80: 79  | Piratas         | El Salitre             | 3 de octubre | 20:00 |
| Cóndores  | 65: 76  | Barrancabermeja | Municipal de Tocancipá | 3 de octubre | 20:00 |

| Águilas   | 105: 95 | Tayronas        | San Antonio            | 4 de octubre | 20:00 |
| Guerreros | 82: 78  | Piratas         | El Salitre             | 4 de octubre | 20:00 |
| Cóndores  | 59: 63  | Barrancabermeja | Municipal de Tocancipá | 4 de octubre | 20:00 |

### Grupo 2
| Pos | Equipos               | Pts | PJ | G  | P  | FAV  | CON  | Dif  |
| --- | --------------------- | --- | -- | -- | -- | ---- | ---- | ---- |
| 1.  | Cimarrones            | 38  | 20 | 18 | 2  | 1733 | 1593 | 140  |
| 2.  | Cafeteros             | 33  | 20 | 13 | 7  | 1780 | 1661 | 119  |
| 3.  | Academia              | 32  | 20 | 12 | 8  | 1844 | 1760 | 84   |
| 4.  | Manizales Once Caldas | 30  | 20 | 10 | 10 | 1885 | 1891 | -6   |
| 5.  | Caribbean Heat        | 26  | 20 | 6  | 14 | 1826 | 1898 | -72  |
| 6.  | Patriotas             | 21  | 20 | 1  | 19 | 1736 | 2001 | -265 |

A continuación las 20 jornadas que disputaron los equipos en la primera fase.
| Cafeteros  | 81: 75   | Academia       | Coliseo del Café        | 1 de agosto  | 20:00 |
| Cimarrones | 101: 94  | Once Caldas    | Departamental de Quibdó | 1 de agosto  | 20:00 |
| Patriotas  | 100: 108 | Caribbean Heat | Departamental de Tunja  | 19 de agosto | 20:00 |

| Cafeteros  | 78: 94 | Academia       | Coliseo del Café        | 2 de agosto  | 20:00 |
| Cimarrones | 96: 86 | Once Caldas    | Departamental de Quibdó | 2 de agosto  | 20:00 |
| Patriotas  | 89: 85 | Caribbean Heat | Departamental de Tunja  | 20 de agosto | 20:00 |

| Once Caldas    | 81: 89   | Cafeteros  | Jorge Arango            | 5 de agosto | 20:00 |
| Caribbean Heat | 82: 91   | Cimarrones | San Luis                | 5 de agosto | 21:00 |
| Academia       | 107 : 65 | Patriotas  | Universidad de Medellín | 8 de agosto | 20:00 |

| Once Caldas    | 86: 92 | Cafeteros  | Jorge Arango            | 6 de agosto | 20:00 |
| Caribbean Heat | 68: 72 | Cimarrones | San Luis                | 6 de agosto | 21:00 |
| Academia       | 95: 87 | Patriotas  | Universidad de Medellín | 9 de agosto | 20:00 |

| Cafeteros   | 102: 84 | Caribbean Heat | Coliseo del Café        | 12 de agosto | 20:00 |
| Cimarrones  | 84: 70  | Patriotas      | Departamental de Quibdó | 15 de agosto | 20:00 |
| Once Caldas | 89: 90  | Academia       | Jorge Arango            | 15 de agosto | 20:00 |

| Cafeteros   | 97: 81 | Caribbean Heat | Coliseo del Café        | 13 de agosto | 20:00 |
| Cimarrones  | 83: 73 | Patriotas      | Departamental de Quibdó | 16 de agosto | 20:00 |
| Once Caldas | 91: 82 | Academia       | Jorge Arango            | 16 de agosto | 20:00 |

| Cafeteros | 82: 63 | Cimarrones     | Coliseo del Café             | 22 de agosto | 20:00 |
| Patriotas | 86: 96 | Once Caldas    | Departamental de Tunja       | 22 de agosto | 20:00 |
| Academia  | 96: 90 | Caribbean Heat | Universidad San Buenaventura | 22 de agosto | 20:00 |

| Cafeteros | 70: 78   | Cimarrones     | Coliseo del Café             | 23 de agosto | 20:00 |
| Patriotas | 104: 106 | Once Caldas    | Departamental de Tunja       | 23 de agosto | 20:00 |
| Academia  | 109: 125 | Caribbean Heat | Universidad San Buenaventura | 23 de agosto | 20:00 |

| Academia       | 92: 95  | Cimarrones  | Universidad San Buenaventura | 27 de agosto | 20:00 |
| Caribbean Heat | 89: 95  | Once Caldas | San Luis                     | 27 de agosto | 20:00 |
| Patriotas      | 80: 103 | Cafeteros   | Departamental de Tunja       | 29 de agosto | 20:00 |

| Academia       | 74: 79  | Cimarrones  | Universidad San Buenaventura | 27 de agosto | 20:00 |
| Caribbean Heat | 102: 93 | Once Caldas | San Luis                     | 27 de agosto | 21:00 |
| Patriotas      | 89: 90  | Cafeteros   | Departamental de Tunja       | 30 de agosto | 20:00 |

| Academia       | 90: 85  | Cafeteros  | Universidad San Buenavantura | 2 de septiembre | 20:00 |
| Caribbean Heat | 101: 84 | Patriotas  | San Luis                     | 2 de septiembre | 21:00 |
| Once Caldas    | 80: 81  | Cimarrones | Jorge Arango                 | 5 de septiembre | 18:00 |

| Academia       | 87: 85  | Cafeteros  | Universidad San Buenavantura | 3 de septiembre | 20:00 |
| Caribbean Heat | 107: 95 | Patriotas  | San Luis                     | 3 de septiembre | 21:00 |
| Once Caldas    | 99: 97  | Cimarrones | Jorge Arango                 | 6 de septiembre | 20:00 |

| Cafeteros  | 87: 73 | Once Caldas    | Coliseo del Café        | 12 de septiembre | 20:00 |
| Cimarrones | 79: 66 | Caribbean Heat | Departamental de Quibdó | 12 de septiembre | 20:00 |
| Patriotas  | 84: 96 | Academia       | Departamental de Tunja  | 12 de septiembre | 20:00 |

| Patriotas  | 87: 110 | Academia       | Departamental de Tunja  | 13 de septiembre | 18:00 |
| Cafeteros  | 100: 90 | Once Caldas    | Coliseo del Café        | 13 de septiembre | 20:00 |
| Cimarrones | 102: 95 | Caribbean Heat | Departamental de Quibdó | 13 de septiembre | 20:00 |

| Academia       | 89: 91  | Once Caldas | Universidad de Medellín | 16 de septiembre | 20:00 |
| Caribbean Heat | 77: 87  | Cafeteros   | Vicente Díaz Romero     | 16 de septiembre | 21:00 |
| Patriotas      | 87: 100 | Cimarrones  | Departamental de Tunja  | 18 de septiembre | 20:00 |

| Academia       | 113: 98 | Once Caldas | Universidad de Medellín | 17 de septiembre | 20:00 |
| Caribbean Heat | 101: 89 | Cafeteros   | Vicente Díaz Romero     | 17 de septiembre | 21:00 |
| Patriotas      | 88: 90  | Cimarrones  | Departamental de Tunja  | 19 de septiembre | 20:00 |

| Once Caldas    | 119: 105 | Patriotas | Jorge Arango            | 26 de septiembre | 20:00 |
| Cimarrones     | 88: 69   | Cafeteros | Departamental de Quibdó | 26 de septiembre | 20:00 |
| Caribbean Heat | 85: 100  | Academia  | Vicente Díaz Romero     | 26 de septiembre | 21:00 |

| Once Caldas    | 103: 100 | Patriotas | Jorge Arango            | 27 de septiembre | 20:00 |
| Cimarrones     | 83: 76   | Cafeteros | Departamental de Quibdó | 27 de septiembre | 20:00 |
| Caribbean Heat | 94: 103  | Academia  | Vicente Díaz Romero     | 27 de septiembre | 21:00 |

| Once Caldas | 104: 88 | Caribbean Heat | Jorge Arango            | 30 de septiembre | 20:00 |
| Cimarrones  | 73: 66  | Academia       | Departamental de Quibdó | 3 de octubre     | 20:00 |
| Cafeteros   | 102: 70 | Patriotas      | Coliseo del Café        | 3 de octubre     | 20:00 |

| Once Caldas | 111: 100 | Caribbean Heat | Jorge Arango            | 1 de octubre | 20:00 |
| Cimarrones  | 98: 76   | Academia       | Departamental de Quibdó | 4 de octubre | 20:00 |
| Cafeteros   | 116: 93  | Patriotas      | Coliseo del Café        | 4 de octubre | 20:00 |

## Fase final
De esta forma se definiría el título posteriormente a la primera fase a través de diferentes fases, sin embargo la final no se disputaría de esta manera sino que se jugaría un triangular final debido a los contratiempos que sufrió la competición en su organización tras la tutela del club Cimarrones del Chocó contra Liga Colombiana de Baloncesto.
|  | Cuartos de final            | Cuartos de final            |           |                    | Semifinales                  | Semifinales                  |  |                    | Final                   | Final                   |  |
|  | 11 al 18 de octubre de 2014 | 11 al 18 de octubre de 2014 |           |                    | 21 al 5 de noviembre de 2014 | 21 al 5 de noviembre de 2014 |  |                    | 21 de noviembre de 2014 | 21 de noviembre de 2014 |  |
|  |                             |                             |           |                    |                              |                              |  |                    |                         |                         |  |
|  |                             |                             |           |                    |                              |                              |  |                    |                         |                         |  |
|  | Barrancabermeja CF          | 3                           |           |                    |                              |                              |  |                    |                         |                         |  |
|  | Barrancabermeja CF          | 3                           |           |                    |                              |                              |  |                    |                         |                         |  |
|  | Once Caldas                 | 1                           |           |                    |                              |                              |  |                    |                         |                         |  |
|  | Once Caldas                 | 1                           |           | Barrancabermeja CF | 3                            |                              |  |                    |                         |                         |  |
|  |                             |                             |           | Barrancabermeja CF | 3                            |                              |  |                    |                         |                         |  |
|  |                             |                             | Academia  | 1                  |                              |                              |  |                    |                         |                         |  |
|  | Águilas                     | 2                           | Academia  | 1                  |                              |                              |  |                    |                         |                         |  |
|  | Águilas                     | 2                           |           |                    |                              |                              |  |                    |                         |                         |  |
|  | Academia                    | 3                           |           |                    |                              |                              |  |                    |                         |                         |  |
|  | Academia                    | 3                           |           |                    |                              |                              |  | Barrancabermeja CF | —                       |                         |  |
|  |                             |                             |           |                    |                              |                              |  | Barrancabermeja CF | —                       |                         |  |
|  |                             |                             | —         | —                  |                              |                              |  |                    |                         |                         |  |
|  | Cimarrones                  | 3                           | —         | —                  |                              |                              |  |                    |                         |                         |  |
|  | Cimarrones                  | 3                           |           |                    |                              |                              |  |                    |                         |                         |  |
|  | Piratas Bogotá              | 2                           |           |                    |                              |                              |  |                    |                         |                         |  |
|  | Piratas Bogotá              | 2                           |           | Piratas            | 0                            |                              |  |                    |                         |                         |  |
|  |                             |                             |           | Piratas            | 0                            |                              |  |                    |                         |                         |  |
|  |                             |                             | Guerreros | 2                  |                              |                              |  |                    |                         |                         |  |
|  | Cafeteros                   | 2                           | Guerreros | 2                  |                              |                              |  |                    |                         |                         |  |
|  | Cafeteros                   | 2                           |           |                    |                              |                              |  |                    |                         |                         |  |
|  | Guerreros                   | 3                           |           |                    |                              |                              |  |                    |                         |                         |  |
|  | Guerreros                   | 3                           |           |                    |                              |                              |  |                    |                         |                         |  |
|  |                             |                             |           |                    |                              |                              |  |                    |                         |                         |  |

## Cuartos de final
Los ocho equipos clasificados se enfrentaron en cuatro llaves para definir los semifinalistas del torneo. Barrancabermeja CF empezó la serie 1-1 en Manizales pero y en casa sello su clasificación ganando la llave 3-1, Academia de La Montaña inició la serie ganando 2-0 pero Águilas forzó el quinto juego sin embargo Academia ganaría la serie 3-2, Guerreros de Bogotá ganó el primer juego pero Cafeteros remontó la serie 2-1 finalmente los bogotanos ganaron los dos últimos juegos para lograr la clasificación, Cimarrones del Chocó y Piratas de Bogotá disputaron una serie reñida hasta el 5 juego donde los de Chocó siempre lideraron para finalmente ser los ganadores por 3-2.

### (3)Barrancabermeja CF vs. (1)Manizales Once Caldas
| 11 de octubre        | Once Caldas                                                         | 89–88                                              | Barrancabermeja CF                                                    | |  |  |
| 8:00 p. m.           | Parciales: 26–15, 17-27, 19-18, 17-19 (T.E.: 10–9)                  | Parciales: 26–15, 17-27, 19-18, 17-19 (T.E.: 10–9) | Parciales: 26–15, 17-27, 19-18, 17-19 (T.E.: 10–9)                    | |  |  |
|                      | Estadísticas Jonathan Walker 29 Martavius Adams 14 Eduardo Torres 7 | Reporte Pts Reb Asts                               | Estadísticas Jezrell De Jesus 34 Jhon Hernández 14 Jezrell De Jesus 7 | Pabellón: Coliseo Jorge Arango, Manizales, Caldas Árbitros: Jose Juyo Garnica y German Pérez Cardenas Televisión: DirecTV |  |  |
| Manizales lidera 1-0 |                                                                     |                                                    |                                                                       | |  |  |
|                      |                                                                     |                                                    |                                                                       | |  |  |

| 12 de octubre      | Once Caldas                                                        | 69–78                                 | Barrancabermeja CF                                                    | |  |  |
| 6:00 p. m.         | Parciales: 16–21, 16-28, 16-19, 21-10                              | Parciales: 16–21, 16-28, 16-19, 21-10 | Parciales: 16–21, 16-28, 16-19, 21-10                                 | |  |  |
|                    | Estadísticas Martavius Adams 17 Gilbert Lawrence 13 Jared Corpus 4 | Reporte Pts Reb Asts                  | Estadísticas Jazreel De Jesus 23 Jhon Hernández 14 Jazreel De Jesus 6 | Pabellón: Coliseo Jorge Arango, Manizales, Caldas Árbitros: Jose Juyo Garnica y German Pérez Cardenas Televisión: DirecTV |  |  |
| Serie empatada 1-1 |                                                                    |                                       |                                                                       | |  |  |
|                    |                                                                    |                                       |                                                                       | |  |  |

| 16 de octubre      | Barrancabermeja CF                                                 | 80–76                                 | Once Caldas                                                            | |  |  |
| 8:00 p. m.         | Parciales: 12–13, 23-15, 24-22, 21-26                              | Parciales: 12–13, 23-15, 24-22, 21-26 | Parciales: 12–13, 23-15, 24-22, 21-26                                  | |  |  |
|                    | Estadísticas Jezreel De Jesus 37 Jhon Hernández 11 Norbey Aragón 4 | Reporte Pts Reb Asts                  | Estadísticas Gilbert Lawrence 19 Gilbert Lawrence 9 Gilbert Lawrence 7 | Pabellón: Coliseo Luis Fernando Castellanos, Barrancabermeja, Santander Árbitros: Carlos Dueñas y Jairo Vanegas Televisión: DirecTV |  |  |
| Bucaros Lidera 2-1 |                                                                    |                                       |                                                                        | |  |  |
|                    |                                                                    |                                       |                                                                        | |  |  |

| 17 de octubre                        | Barrancabermeja CF                                                              | 81–61                                 | Once Caldas | |  |  |
| 8:00 p. m.                           | Parciales: 25–14, 15-16, 17-11, 24-20                                           | Parciales: 25–14, 15-16, 17-11, 24-20 | Parciales: 25–14, 15-16, 17-11, 24-20                                                                                     | |  |  |
|                                      | Estadísticas Norbey Aragón 21 Jhon Hernández 13 Luis Julio 4 Jezreel De Jesus 4 | Reporte Pts Reb Asts                  | Estadísticas Jonathan Walker 16 Martavius Adams 9 Gilbert Lawrence 2 Jose Baquero 2 Santiago Betancurt 2 Eduardo Torres 2 | Pabellón: Coliseo Luis Fernando Castellanos, Barrancabermeja, Santander Árbitros: Carlos Dueñas y Jairo Vanegas Televisión: DirecTV |  |  |
| Barrancabermeja CF gana la serie 3-1 |                                                                                 |                                       | | |  |  |
|                                      |                                                                                 |                                       | | |  |  |

### (2)Águilas de Tunja vs. (3)Academia de la Montaña
| 11 de octubre       | Academia de la Montaña                                          | 93–85                                 | Águilas de Tunja                                              | |  |  |
| 8:00 p. m.          | Parciales: 25–16, 16-23, 34-12, 18-34                           | Parciales: 25–16, 16-23, 34-12, 18-34 | Parciales: 25–16, 16-23, 34-12, 18-34                         | |  |  |
|                     | Estadísticas Angel Suero 31 David Hernández 15 Reyner Moquete 3 | Reporte Pts Reb Asts                  | Estadísticas Eddy Barlow 34 Michael Sneed 7 Franklin Forbes 7 | Pabellón: Universidad de San Buenaventura, Medellín, Antioquia Árbitros: Jose Monsalve Moreno y Jairo Vanegas Peñazola Televisión: DirecTV |  |  |
| Academia lidera 1-0 |                                                                 |                                       |                                                               | |  |  |
|                     |                                                                 |                                       |                                                               | |  |  |

| 12 de octubre       | Academia de la Montaña                                         | 80–73                                 | Águilas de Tunja                                         | |  |  |
| 6:00 p. m.          | Parciales: 28–16, 17-23, 22-15, 13-19                          | Parciales: 28–16, 17-23, 22-15, 13-19 | Parciales: 28–16, 17-23, 22-15, 13-19                    | |  |  |
|                     | Estadísticas Angel Suero 45 James Thomas Jr. 19 Cesar Chavez 5 | Reporte Pts Reb Asts                  | Estadísticas Eddy Barlow 23 Michael Sneed Lance Storrs 7 | Pabellón: Universidad de San Buenaventura, Medellín, Antioquia Árbitros: Jose Melgarejo Pinto y Jairo Vanegas Peñazola Televisión: DirecTV |  |  |
| Academia lidera 2-0 |                                                                |                                       |                                                          | |  |  |
|                     |                                                                |                                       |                                                          | |  |  |

| 16 de octubre       | Águilas de Tunja                                                 | 102–81                                | Academia de la Montaña                                                                    |                                                                  |  |  |
| 8:00 p. m.          | Parciales: 31–15, 25-28, 21-17, 25-21                            | Parciales: 31–15, 25-28, 21-17, 25-21 | Parciales: 31–15, 25-28, 21-17, 25-21                                                     |                                                                  |  |  |
|                     | Estadísticas Michael Sneed Li 25 Thevis George 13 Eddy Barlow 10 | Reporte Pts Reb Asts                  | Estadísticas Angel Suero 25 Divier Pérez 12 Cesar Chavez 3 Reyner Moquete 3 Diego Gómez 3 | Pabellón: Coliseo San Antonio, Tunja, Boyacá Televisión: DirecTV |  |  |
| Academia lidera 2-1 |                                                                  |                                       |                                                                                           |                                                                  |  |  |
|                     |                                                                  |                                       |                                                                                           |                                                                  |  |  |

| 17 de octubre      | Águilas de Tunja                                            | 83–71                                 | Academia de la Montaña                                      | |  |  |
| 8:00 p. m.         | Parciales: 24–21, 14-21, 20-14, 25-15                       | Parciales: 24–21, 14-21, 20-14, 25-15 | Parciales: 24–21, 14-21, 20-14, 25-15                       | |  |  |
|                    | Estadísticas Eddy Barlow 29 Thevis George 17 Eddy Barlow 10 | Reporte Pts Reb Asts                  | Estadísticas Cesar Chavez 27 James Thomas 17 Cesar Chavez 6 | Pabellón: Coliseo San Antonio, Tunja, Boyacá Árbitros: Álvaro Torres y José Luis Juyo Televisión: DirecTV |  |  |
| Serie empatada 2-2 |                                                             |                                       |                                                             | |  |  |
|                    |                                                             |                                       |                                                             | |  |  |

| 18 de octubre     | Águilas de Tunja                                            | 72–80                                | Academia de la Montaña                                     | |  |  |
| 8:00 p. m.        | Parciales: 16–26, 18-7, 24-20, 14-27                        | Parciales: 16–26, 18-7, 24-20, 14-27 | Parciales: 16–26, 18-7, 24-20, 14-27                       | |  |  |
|                   | Estadísticas Eddy Barlow 21 Thevis George 17 Lance Storrs 8 | Reporte Pts Reb Asts                 | Estadísticas Angel Suero 37 James Thomas 10 Cesar Chavez 8 | Pabellón: Coliseo San Antonio, Tunja, Boyacá Árbitros: Álvaro Torres y José Luis Juyo Televisión: DirecTV |  |  |
| Academia gana 3-2 |                                                             |                                      |                                                            | |  |  |
|                   |                                                             |                                      |                                                            | |  |  |

### (3)Cimarrones del Chocó vs. (2)Piratas de Bogotá
La clasificación la obtuvo Piratas de Bogotá tras la resolución n.º 026 del 22 de octubre de 2014, de la Comisión Disciplinaria del campeonato en la que se sancioná a Cimarrones del Chocó con la pérdida de los puntos obtenido en el tercer, cuarto y quinto juego.
| 11 de octubre         | Piratas de Bogotá                                               | 66–71                                | Cimarrones del Chocó                                          | |  |  |
| 6:00 p. m.            | Parciales: 8–20, 20-14, 19-14, 19-23                            | Parciales: 8–20, 20-14, 19-14, 19-23 | Parciales: 8–20, 20-14, 19-14, 19-23                          | |  |  |
|                       | Estadísticas Christopher Pérez 16 Juan Herrera 9 Juan Herrera 3 | Reporte Pts Reb Asts                 | Estadísticas Randall Hunter 23 Eniesel Guevara Edgar Moreno 4 | Pabellón: Coliseo El Salitre, Bogotá, Cundinamarca Árbitros: Álvaro Torres Gordillo y Carlos Dueñas Televisión: DirecTV |  |  |
| Cimarrones lidera 1-0 |                                                                 |                                      |                                                               | |  |  |
|                       |                                                                 |                                      |                                                               | |  |  |

| 12 de octubre      | Piratas de Bogotá                                                  | 87–72                                 | Cimarrones del Chocó                                                            | |  |  |
| 4:00 p. m.         | Parciales: 25–14, 14-22, 23-17, 25-19                              | Parciales: 25–14, 14-22, 23-17, 25-19 | Parciales: 25–14, 14-22, 23-17, 25-19                                           | |  |  |
|                    | Estadísticas Harold Doby Lii 18 Harold Doby Lii 13 Carlos Cedeño 7 | Reporte Pts Reb Asts                  | Estadísticas Edgar Moreno 16 Enielsen Guevara 6 Randall Hunter 6 Edgar Moreno 4 | Pabellón: Coliseo El Salitre, Bogotá, Cundinamarca Árbitros: Álvaro Torres Gordillo y Carlos Dueñas Televisión: DirecTV |  |  |
| Serie empatada 1-1 |                                                                    |                                       |                                                                                 | |  |  |
|                    |                                                                    |                                       |                                                                                 | |  |  |

| 16 de octubre         | Cimarrones del Chocó                                                 | 71–67                                | Piratas de Bogotá                                             | |  |  |
| 8:00 p. m.            | Parciales: 24–8, 20-18, 10-21, 17-20                                 | Parciales: 24–8, 20-18, 10-21, 17-20 | Parciales: 24–8, 20-18, 10-21, 17-20                          | |  |  |
|                       | Estadísticas Eleuterio Rentería 15 Randall Hunter 9 Lateef Mc Mullan | Reporte Pts Reb Asts                 | Estadísticas Carlos Cedeño 23 Harold Doby Lii Carlos Cedeño 8 | Pabellón: Coliseo Departamental de Quibdó, Quibdó, Chocó Árbitros: José Fernando Diez, William Calderon Televisión: DirecTV |  |  |
| Cimarrones lidera 2-1 |                                                                      |                                      |                                                               | |  |  |
|                       |                                                                      |                                      |                                                               | |  |  |

| 17 de octubre      | Cimarrones del Chocó                                                | 67–68                                 | Piratas de Bogotá                                                      | |  |  |
| 8:00 p. m.         | Parciales: 20–18, 10-17, 22-14, 15-19                               | Parciales: 20–18, 10-17, 22-14, 15-19 | Parciales: 20–18, 10-17, 22-14, 15-19                                  | |  |  |
|                    | Estadísticas Randall Hunter 19 Randall Hunter 10 Lateef Mc Mullen 8 | Reporte Pts Reb Asts                  | Estadísticas Christopher Pérez 20 Christopher Pérez 11 Carlos Cedeño 7 | Pabellón: Coliseo Departamental de Quibdó, Quibdó, Chocó Árbitros: Jose Fernando Diez y William Caleron Televisión: DirecTV |  |  |
| Serie empatada 2-2 |                                                                     |                                       |                                                                        | |  |  |
|                    |                                                                     |                                       |                                                                        | |  |  |

| 18 de octubre       | Cimarrones del Chocó                                                                  | 72–53                                 | Piratas de Bogotá                                                                     | |  |  |
| 8:00 p. m.          | Parciales: 23-10, 20-12, 15-21, 14-10                                                 | Parciales: 23-10, 20-12, 15-21, 14-10 | Parciales: 23-10, 20-12, 15-21, 14-10                                                 | |  |  |
|                     | Estadísticas Eleuterio Renteria 17 Enielsen Guevara 9 Randall Hunter 9 Edgar Moreno 8 | Reporte Pts Reb Asts                  | Estadísticas Chiristopher Pérez 20 Chiristopher Pérez 11 Jorge Leon 3 Carlos Cedeño 3 | Pabellón: Coliseo Departamental de Quibdó, Quibdó, Chocó Árbitros: Jose Fernando Diez y William Caleron Televisión: DirecTV |  |  |
| Cimarrones gana 3-2 |                                                                                       |                                       |                                                                                       | |  |  |
|                     |                                                                                       |                                       |                                                                                       | |  |  |

### (2)Cafeteros de Armenia vs. (3)Guerreros de Bogotá
| 11 de octubre        | Guerreros de Bogotá                                            | 90–68                                 | Cafeteros de Armenia                                         | |  |  |
| 8:00 p. m.           | Parciales: 26–17, 21-15, 21-22, 22-14                          | Parciales: 26–17, 21-15, 21-22, 22-14 | Parciales: 26–17, 21-15, 21-22, 22-14                        | |  |  |
|                      | Estadísticas Stalin Ortiz 24 Freddy Asprilla 9 Luis Bethelmy 7 | Reporte Pts Reb Asts                  | Estadísticas Bobby Paulino 24 Bobby Paulino 10 Eric Eugene 4 | Pabellón: Coliseo El Salitre, Bogotá, Cundinamarca Árbitros: Rodrigo Mejia Mesaz y Jose Diez Correa Televisión: DirecTV |  |  |
| Guerreros lidera 1-0 |                                                                |                                       |                                                              | |  |  |
|                      |                                                                |                                       |                                                              | |  |  |

| 12 de octubre      | Guerreros de Bogotá                                           | 77–80                                              | Cafeteros de Armenia                                       | |  |  |
| 8:00 p. m.         | Parciales: 17–17, 10-18, 24-17, 17-16 (T.E.: 9–12)            | Parciales: 17–17, 10-18, 24-17, 17-16 (T.E.: 9–12) | Parciales: 17–17, 10-18, 24-17, 17-16 (T.E.: 9–12)         | |  |  |
|                    | Estadísticas Stalin Ortiz 16 Luis Bethelmy 10 Luis Bethelmy 5 | Reporte Pts Reb Asts                               | Estadísticas Eric Eugene 24 Bobby Paulino 11 Eric Eugene 4 | Pabellón: Coliseo El Salitre, Bogotá, Cundinamarca Árbitros: Rodrigo Mejia Mesa y Jose Diez Correa Televisión: DirecTV |  |  |
| Serie empatada 1-1 |                                                               |                                                    |                                                            | |  |  |
|                    |                                                               |                                                    |                                                            | |  |  |

| 16 de octubre        | Cafeteros de Armenia                                                          | 81–75                                | Guerreros de Bogotá                                          | |  |  |
| 8:00 p. m.           | Parciales: 8–17, 27-14, 23-18, 23-26                                          | Parciales: 8–17, 27-14, 23-18, 23-26 | Parciales: 8–17, 27-14, 23-18, 23-26                         | |  |  |
|                      | Estadísticas Dagoberto Peña 25 Bobby Paulino 10 Eric Eugene 10 Diego Quiroz 5 | Reporte Pts Reb Asts                 | Estadísticas Thomas Tayron Curtis Withers 15 Thomas Tayron 5 | Pabellón: Coliseo Del Café, Armenia, Quindío Árbitros: Carlos Vélez y Miguel Rosas Televisión: DirecTV |  |  |
| Cafeteros lidera 2-1 |                                                                               |                                      |                                                              | |  |  |
|                      |                                                                               |                                      |                                                              | |  |  |

| 17 de octubre      | Cafeteros de Armenia                                         | 80–84                                             | Guerreros de Bogotá                                                             | |  |  |
| 8:00 p. m.         | Parciales: 14–25, 22-7, 15-27, 23-15 (T.E.: 6–10)            | Parciales: 14–25, 22-7, 15-27, 23-15 (T.E.: 6–10) | Parciales: 14–25, 22-7, 15-27, 23-15 (T.E.: 6–10)                               | |  |  |
|                    | Estadísticas Eric Eugene 26 Bobby Paulino 15 Roger Cardona 4 | Reporte Pts Reb Asts                              | Estadísticas Curtis Withers 18 Stalin Ortiz 12 Thomas Taylor 6 Stefhon Hannah 6 | Pabellón: Coliseo Del Café, Armenia, Quindío Árbitros: Carlos Vélez y Miguel Rosas Televisión: DirecTV |  |  |
| Serie empatada 2-2 |                                                              |                                                   |                                                                                 | |  |  |
|                    |                                                              |                                                   |                                                                                 | |  |  |

| 18 de octubre      | Cafeteros de Armenia                                          | 87–97                                              | Guerreros de Bogotá                                                                               | |  |  |
| 5:00 p. m.         | Parciales: 18-24, 25-20, 18-25, 20-12 (T.E.: 6–16)            | Parciales: 18-24, 25-20, 18-25, 20-12 (T.E.: 6–16) | Parciales: 18-24, 25-20, 18-25, 20-12 (T.E.: 6–16)                                                | |  |  |
|                    | Estadísticas Eric Eugene 29 Bobby Paulino 10 Dagoberto Peña 5 | Reporte Pts Reb Asts                               | Estadísticas Thomas Tayron 27 Curtis Withers 18 Gianluca Bacci 4 Luis Bethelmy 4 Stefhon Hannah 4 | Pabellón: Coliseo Del Café, Armenia, Quindío Árbitros: Carlos Vélez y Miguel Rosas Televisión: DirecTV |  |  |
| Guerreros gana 3-2 |                                                               |                                                    |                                                                                                   | |  |  |
|                    |                                                               |                                                    |                                                                                                   | |  |  |

## Semifinal
Los cuatro ganadores de la fase anterior disputaron las semifinales desde el 21 y 27 de octubre

### (3)Barrancabermeja CF vs. (1)Academia de la Montaña
| 21 de octubre                 | Academia de la Montaña                                       | 65–84                                 | Barrancebermeja CF                                                  | |  |  |
| 8:00 p. m.                    | Parciales: 17-24, 13-19, 19-16, 16-25                        | Parciales: 17-24, 13-19, 19-16, 16-25 | Parciales: 17-24, 13-19, 19-16, 16-25                               | |  |  |
|                               | Estadísticas Gerardo Suero 18 James Thomas 13 James Thomas 3 | Reporte Pts Reb Asts                  | Estadísticas Jezreel Carmona 20 Jhon Hernández 11 Jezreel Carmona 6 | Pabellón: Coliseo Universidad de Medellín, Antioquia Árbitros: Hernan Melgarejo, Jairo Vanegas y Luis Rodríguez Televisión: DirecTV |  |  |
| Barrancabermeja CF lidera 1-0 |                                                              |                                       |                                                                     | |  |  |
|                               |                                                              |                                       |                                                                     | |  |  |

| 22 de octubre      | Academia de la Montaña                                     | 74–67                         | Barrancebermeja CF                                                    | |  |  |
| 8:00 p. m.         | Parciales: 23-14, 22-20, 9-26                              | Parciales: 23-14, 22-20, 9-26 | Parciales: 23-14, 22-20, 9-26                                         | |  |  |
|                    | Estadísticas Angel Suero 25 James Thomas 18 Cesar Chavez 5 | Reporte Pts Reb Asts          | Estadísticas Jezreel De Jesus 20 Jhon Hernández 15 Jezreel De Jesus 3 | Pabellón: Coliseo Universidad de Medellín, Antioquia Árbitros: Hernan Melgarejo, Jairo Vanegas y Antonio Rodríguez Televisión: DirecTV |  |  |
| Serie empatada 1-1 |                                                            |                               |                                                                       | |  |  |
|                    |                                                            |                               |                                                                       | |  |  |

| 27 de octubre                 | Barrancebermeja CF                                                    | 83–74                                 | Academia de la Montaña                                                     | |  |  |
| 8:00 p. m.                    | Parciales: 16-18, 19-21, 29-11, 19-24                                 | Parciales: 16-18, 19-21, 29-11, 19-24 | Parciales: 16-18, 19-21, 29-11, 19-24                                      | |  |  |
|                               | Estadísticas Jezreel De Jesus 32 Jhon Hernández 11 Jezreel De Jesus 5 | Reporte Pts Reb Asts                  | Estadísticas Reyner Moquete 26 Divier Pérez 6 James Thomas 6 Angel Suero 4 | Pabellón: Coliseo Luis Fernando Castellanos, Barrancabermeja, Santander Árbitros: Carlos Dueñas, José Juyo y Mauricio Pintor Televisión: DirecTV |  |  |
| Barrancabermeja CF lidera 2-1 |                                                                       |                                       |                                                                            | |  |  |
|                               |                                                                       |                                       |                                                                            | |  |  |

| 28 de octubre                    | Barrancebermeja CF                                                     | 80–71                                 | Academia de la Montaña                                                      | |  |  |
| 8:00 p. m.                       | Parciales: 21-20, 18-20, 29-13, 12-18                                  | Parciales: 21-20, 18-20, 29-13, 12-18 | Parciales: 21-20, 18-20, 29-13, 12-18                                       | |  |  |
|                                  | Estadísticas Jezreel De Jesus 26 Jhon Hernández 10 Francisco Centeno 4 | Reporte Pts Reb Asts                  | Estadísticas Angel Suero 25 James Thomas 11 Reyner Moquete 3 Divier Pérez 3 | Pabellón: Coliseo Luis Fernando Castellanos, Barrancabermeja, Santander Árbitros: José Juyo, Carlos Dueñas y Mauricio Pintor Televisión: DirecTV |  |  |
| Barrancabermeja CF gana la serie |                                                                        |                                       |                                                                             | |  |  |
|                                  |                                                                        |                                       |                                                                             | |  |  |

### (0)Piratas de Bogotá vs. (2)Guerreros de Bogotá
| 1 de noviembre       | Guerreros de Bogotá                                                               | 85–65                                 | Piratas de Bogotá                                                  | |  |  |
| 8:00 p. m.           | Parciales: 19-12, 22-23, 17-15, 27-15                                             | Parciales: 19-12, 22-23, 17-15, 27-15 | Parciales: 19-12, 22-23, 17-15, 27-15                              | |  |  |
|                      | Estadísticas Curtis Whiters 17 Curtis Whiters 11 Luis Bethelmy 3 Stefhon Hannah 3 | Reporte Pts Reb Asts                  | Estadísticas Christopher Pérez 16 Juan Herrera 12 Heberth Bayona 5 | Pabellón: Coliseo El Salitre, Bogotá, Cundinamarca Árbitros: Rodrigo Mejía, Jairo Vanegas, José Pérez Televisión: DirecTV |  |  |
| Guerreros lídera 1-0 |                                                                                   |                                       |                                                                    | |  |  |
|                      |                                                                                   |                                       |                                                                    | |  |  |

| 2 de noviembre       | Guerreros de Bogotá                                           | 89–86                                 | Piratas de Bogotá                                           | |  |  |
| 8:00 p. m.           | Parciales: 16-17, 26-20, 24-27, 23-22                         | Parciales: 16-17, 26-20, 24-27, 23-22 | Parciales: 16-17, 26-20, 24-27, 23-22                       | |  |  |
|                      | Estadísticas Thomas Tayron 20 Luis Bethelmy 10 Stalin Ortiz 9 | Reporte Pts Reb Asts                  | Estadísticas Juan Herrera 36 Juan Herrera 10 Juan Herrera 5 | Pabellón: Coliseo El Salitre, Bogotá, Cundinamarca Árbitros: Rodrigo Mejía, Jairo Vanegas, José Diez Televisión: DirecTV |  |  |
| Guerreros lídera 2-0 |                                                               |                                       |                                                             | |  |  |
|                      |                                                               |                                       |                                                             | |  |  |

| 4 de noviembre | Piratas de Bogotá     | Cancelado por decisión judicial | Guerreros de Bogotá   |                                                                      |
| 8:00 p. m.     | Parciales: -, -, -, - | Parciales: -, -, -, -           | Parciales: -, -, -, - |                                                                      |
|                |                       |                                 |                       | Pabellón: Coliseo Departamental de Quibdó, Chocó Televisión: DirecTV |

## Final
El campeonato se definió del 23 de marzo al 1 de abril del 2015 a través de un triangular en el que participarán Bucaros de Santander quien había clasificado a la final en el sistema normal del torneo y Guerreros y Piratas quienes disputaban la otra llave de semifinales en el momento en que se suspendió la liga.
| Pos | Equipos   | Pts | PJ | G | P | FAV | CON | Dif |
| --- | --------- | --- | -- | - | - | --- | --- | --- |
| 1.  | Piratas   | 7   | 4  | 3 | 1 | 348 | 337 | 11  |
| 2.  | Guerreros | 6   | 4  | 2 | 2 | 356 | 338 | 18  |
| 3.  | Bucaros   | 5   | 4  | 1 | 3 | 324 | 353 | -29 |

### Juegos de Ida
| 23 de marzo, 2:00 p. m. | Guerreros                                                             | 90–79                                 | Piratas                                                          |                                                          |  |
| 2:00 p. m.              | Parciales: 23–21, 28-24, 18-14, 21-20                                 | Parciales: 23–21, 28-24, 18-14, 21-20 | Parciales: 23–21, 28-24, 18-14, 21-20                            |                                                          |  |
|                         | Estadísticas Byron Westmmoreland 24 Randall Hunter 7 Randall Hunter 6 | Reporte Pts Reb Asts                  | Estadísticas Wilson Pilarte 19 Arnold Louis 9 Rusell Frederick 3 | Pabellón: Coliseo El Salitre, Bogotá Televisión: DirecTV |  |

| 24 de marzo, 6:00 p. m. | Piratas                               | 85–78                                 | Bucaros                               |                                                          |  |
| 6:00 p. m.              | Parciales: 23-22, 20-15, 20-23, 22-18 | Parciales: 23-22, 20-15, 20-23, 22-18 | Parciales: 23-22, 20-15, 20-23, 22-18 |                                                          |  |
|                         |                                       | Reporte                               |                                       | Pabellón: Coliseo El Salitre, Bogotá Televisión: DirecTV |  |

| 25 de marzo, 4:00 p. m. | Guerreros                             | 85–73                                 | Bucaros                               |                                                          |  |
| 4:00 p. m.              | Parciales: 20-16, 17-20, 27-15, 21-22 | Parciales: 20-16, 17-20, 27-15, 21-22 | Parciales: 20-16, 17-20, 27-15, 21-22 |                                                          |  |
|                         |                                       | Reporte                               |                                       | Pabellón: Coliseo El Salitre, Bogotá Televisión: DirecTV |  |

### Juegos de Vuelta
| 30 de marzo | Bucaros                                                             | 79–92                                 | Piratas                                                    |                                                                                   |  |
| 4:00 p. m.  | Parciales: 19-16, 20-19, 26-30, 14-27                               | Parciales: 19-16, 20-19, 26-30, 14-27 | Parciales: 19-16, 20-19, 26-30, 14-27                      |                                                                                   |  |
|             | Estadísticas Jonathan Walker 27 Jhon Hernández 11 Vincent Sanford 5 | Reporte Pts Reb Asts                  | Estadísticas Arnold Louis 23 Arnold Louis 12 Dave Boykin 5 | Pabellón: Coliseo Vicente Díaz Romero, Bucaramanga, Santander Televisión: DirecTV |  |

| 31 de marzo | Piratas                                                       | 92–90                                 | Guerreros                                                                             |                                                                 |  |
| 5:00 p. m.  | Parciales: 24-28, 24-27, 25-23, 19-12                         | Parciales: 24-28, 24-27, 25-23, 19-12 | Parciales: 24-28, 24-27, 25-23, 19-12                                                 |                                                                 |  |
|             | Estadísticas Arnold Louis 25 Arnold Louis 18 Wilson Pilarte 3 | Reporte Pts Reb Asts                  | Estadísticas Byron Westmoreland 22 Christian Ellis 12 Randall Hunter 3 Stalin Ortiz 3 | Pabellón: Coliseo Vicente Díaz, Bucaramanga Televisión: DirecTV |  |

| 1 de abril | Bucaros                                                               | 94–91                                 | Guerreros                                                              |                                                                                   |  |
| 9:00 p. m. | Parciales: 17-20, 19-22, 26-29, 32-20                                 | Parciales: 17-20, 19-22, 26-29, 32-20 | Parciales: 17-20, 19-22, 26-29, 32-20                                  |                                                                                   |  |
|            | Estadísticas Jonathan Walker 29 Jhon Hernández 14 Tyshawn Patterson 7 | Reporte Pts Reb Asts                  | Estadísticas Randall Hunter 24 Christian Ellis 15 Byron Westmoreland 3 | Pabellón: Coliseo Vicente Díaz Romero, Bucaramanga, Santander Televisión: DirecTV |  |

|                                      |
|                                      |
| Campeón Piratas de Bogotá 4.º título |

## Líderes de las estadísticas
Actualizada al 20 de octubre.
| Categoría                | Jugador        | Equipo | Prom./Pts. |
| ------------------------ | -------------- | ------ | ---------- |
| Puntos por partido       | Brandon Rayson | CAR    | 27,6       |
| Rebotes por partido      | Bobby Paulino  | CAF    | 11,3       |
| Asistencias por partido  | Anthony Sally  | CAR    | 6,9        |
| Puntos anotados          | Brandon Rayson | CAR    | 553        |
| Asistencias              | Eddy Barlow    | AGU    | 139        |
| Tapones                  | Thevis George  | ÁGU    | 80         |
| Pérdidas                 | Tyshawn Good   | TAY    | 71         |
| Tiros libres convertidos | Tyshawn Good   | TAY    | 173        |